# Philadelphia Spartans
Il Philadelphia Spartans è stata una società di calcio statunitense, con sede a Filadelfia.

## Storia
Fondato nel 1967, il Philadelphia Spartans partecipò al campionato organizzato nello stesso anno dalla NPSL, lega parallela all'United Soccer Association, che era però accreditata dalla FIFA.
La società apparteneva a Art Rooney, già proprietario dei Pittsburgh Steelers.
Gli Spartans ottennero il secondo posto della Eastern Division della NPSL, non riuscendo così a qualificarsi per la finale della competizione, poi vinta dagli Oakland Clippers.
Da agosto Rubén Navarro, giocatore in rosa, subentrò come allenatore a John Szep.
Orlando Garro fu il capocannoniere della squadra con 12 reti.
La società si dissolse nel gennaio 1968 e non si iscrisse alla neonata NASL, frutto della fusione tra la NPSL e l'USA, a causa di un passivo di mezzo milione di dollari e per l'impossibilità di versare i 150.000$ necessari all'iscrizione al campionato.
Inattiva per un anno, nel 1969 la squadra, chiamata sempre Philadelphia Spartans, fu iscritta alla American Soccer League, ove nel 1970 giunse seconda alle spalle dei concittadini del Philadelphia Ukrainians. Essa fu attiva sino al 1973.

## Palmarès

### Altri piazzamenti
- American Soccer League:

Secondo posto: 1970
Terzo posto: 1971